# Oleška (přítok Lužické Nisy)
Oleška (německy Erlichtbach, popř. Erlbach, na dolním toku Küpper, resp. Kipper, polsky Miedzianka) je vodní tok v Libereckém kraji. Pramení na západní straně Stržového vrchu (570 m n. m.), odkud odtéká severním směrem až k nádrži nalézající se severovýchodně od lovecké chaty Lesů České republiky (Frýdlant, čp. 3164). Za ní pokračuje stále severním směrem. Jakmile se tok dostane z lesů pokrývajících Jizerské hory, stočí se k severozápadu a teče až k silnici III/2901, před níž se stočí západním směrem a sleduje tuto komunikace až na její křižovatku se silnicí I/13. Zde se stáčí k jihozápadu a po zhruba 740 metrech tuto silnici první třídy podchází a vstupuje tak do obce Dětřichov na její východní straně. V obci přibližně sleduje průběh silnice III/03513 a spolu s ní Dětřichov opouštějí na jeho jihozápadním konci. Následně stále tok potoka lemuje silnici a prochází tak společně Kristiánovem i obec Heřmanice, v níž potok během povodní v roce 2010 napáchal velké škody. V blízkosti státních hranic se do Olešky levostranně vlévá Heřmanický potok.
Následně poblíž bývalé železniční stanice v Heřmanicích překračuje česko–polskou státní hranici a již pod pojmenováním Miedzianka protéká Markocicemi, jižními partiemi Bogatyně a Turoszowa, až se na jihozápadní straně této polské obce vlévá do Lužické Nisy, která zde tvoří státní hranici mezi Polskem a Německem.
V místě přechodu státní hranice činí nadmořská výška toku 300 metrů.

### Lietratura
- KESTŘÁNEK, Jaroslav; KŘÍŽ, Hubert; NOVOTNÝ, Stanislav; PÍŠE, Jan; VLČEK, Vladimír. Vodní toky a nádrže. 1. vyd. Praha: Academia, 1984. 316 s. (Zeměpisný lexikon ČSR). Heslo Oleška, s. 202.